# Trachyzelotes
Trachyzelotes Lohmander, 1944 è un genere di ragni appartenente alla famiglia Gnaphosidae.

## Distribuzione
Le 21 specie note di questo genere sono state reperite nella regione olartica, in Africa, in America meridionale e in Oceania: la specie dall'areale più vasto è la T. jaxartensis, rinvenuta in varie località della regione olartica, in Sudafrica, nel Senegal, nonché alle isole Hawaii.

## Tassonomia
Descritto originariamente come sottogenere di Zelotes Gistel, 1848 a seguito di un lavoro del naturalista Lohmander del 1944 sugli esemplari tipo Zelotes pedestris (C. L. Koch, 1837).
Elevato al rango di genere e ritenuto sinonimo anteriore di Simonizelotes Marinaro, 1967, a seguito di uno studio degli aracnologi Platnick & Murphy del 1984, senza che siano stati indicati esemplari tipo, ma con un semplice accenno a Zelotes barbatus (L. Koch, 1866).
Non sono stati esaminati esemplari di questo genere dal 2013.
Attualmente, a gennaio 2016, si compone di 21 specie:
1. Trachyzelotes adriaticus (Caporiacco, 1951) — dall'Italia alla Cina
2. Trachyzelotes ansimensis Seo, 2002 — Corea
3. Trachyzelotes baiyuensis Xu, 1991 — Cina
4. Trachyzelotes barbatus (L. Koch, 1866) — dal Mediterraneo all'Asia centrale, USA
5. Trachyzelotes bardiae (Caporiacco, 1928) — Mediterraneo
6. Trachyzelotes chybyndensis Tuneva & Esyunin, 2002 — Russia
7. Trachyzelotes cumensis (Ponomarev, 1979) — Russia
8. Trachyzelotes fuscipes (L. Koch, 1866) — Mediterraneo, Cina
9. Trachyzelotes glossus (Strand, 1915) — Israele
10. Trachyzelotes holosericeus (Simon, 1878) — Mediterraneo occidentale
11. Trachyzelotes huberti Platnick & Murphy, 1984 — Algeria, Italia
12. Trachyzelotes jaxartensis (Kroneberg, 1875) — Regione olartica, Senegal, Sudafrica, Hawaii
13. Trachyzelotes kulczynskii (Bösenberg, 1902) — Macedonia, Giappone, Caraibi, Colombia, Isole Samoa
14. Trachyzelotes lyonneti (Audouin, 1826) — dal Mediterraneo all'Asia centrale, USA, Brasile, Perù
15. Trachyzelotes malkini Platnick & Murphy, 1984 — Creta, Turchia, Ucraina
16. Trachyzelotes miniglossus Levy, 2009 — Israele
17. Trachyzelotes minutus Crespo & Mendes, 2010 — Portogallo
18. Trachyzelotes mutabilis (Simon, 1878) — Mediterraneo
19. Trachyzelotes pedestris (C. L. Koch, 1837)[2] — dall'Europa all'Azerbaigian
20. Trachyzelotes ravidus (L. Koch, 1875) — Etiopia
21. Trachyzelotes stubbsi Platnick & Murphy, 1984 — Grecia, Cipro

### Specie trasferite
- Trachyzelotes manytchensis Ponomarev & Tsvetkov, 2006; trasferita al genere Zelotes Gistel, 1848[1].

### Sinonimi
1. Trachyzelotes acanthognatha (Purcell, 1907); trasferita dal genere Camillina e posta in sinonimia con T. jaxartensis (Kroneberg, 1875) a seguito di un lavoro di Platnick & Murphy del 1984[1].
2. Trachyzelotes agilis (Bryant, 1936); trasferita dal genere Drassyllus e posta in sinonimia con T. lyonneti (Audouin, 1826) a seguito di un lavoro di Platnick & Murphy del 1984.
3. Trachyzelotes barbaranus (Chamberlin, 1922); trasferita dal genere Nodocion e posta in sinonimia con T. jaxartensis (Kroneberg, 1875) a seguito di un lavoro di Ubick & Roth (1973a), quando gli esemplari avevano la denominazione Drassyllus peninsulanus.
4. Trachyzelotes brasilianus (Keyserling, 1891); trasferita dal genere Zelotes e posta in sinonimia con T. lyonneti (Audouin, 1826) a seguito di un lavoro di Platnick & Murphy del 1984.
5. Trachyzelotes cavaleriei (Schenkel, 1963); trasferita dal genere Zelotes e posta in sinonimia con T. jaxartensis (Kroneberg, 1875) a seguito di un lavoro di Platnick & Murphy del 1984.
6. Trachyzelotes chamberlini (Roewer, 1951); trasferita dal genere Nodocion e posta in sinonimia con T. lyonneti (Audouin, 1826) a seguito di un lavoro di Ubick & Roth (1973a), quando gli esemplari avevano la denominazione Drassyllus agilis.
7. Trachyzelotes chohanius (Patel & Patel, 1975); trasferita dal genere Scotophaeus e posta in sinonimia con T. jaxartensis (Kroneberg, 1875) a seguito di un lavoro di Platnick & Murphy del 1984.
8. Trachyzelotes costatus (Denis, 1952); posta in sinonimia con T. bardiae (Caporiacco, 1928) a seguito di un lavoro di Levy (1998c).
9. Trachyzelotes errans (Benoit, 1977); trasferita dal genere Zelotes e posta in sinonimia con T. lyonneti (Audouin, 1826) a seguito di un lavoro di Platnick & Murphy del 1984.
10. Trachyzelotes foveolatus (Simon, 1880); trasferita dal genere Zelotes e posta in sinonimia con T. jaxartensis (Kroneberg, 1875) a seguito di un lavoro di Platnick & Song del 1986.
11. Trachyzelotes indraprastha (Tikader & Gajbe, 1975); trasferita dal genere Drassodes e posta in sinonimia con T. jaxartensis (Kroneberg, 1875) a seguito di un lavoro di Platnick & Murphy del 1984.
12. Trachyzelotes insipiens (Simon, 1885); trasferita dal genere Zelotes e posta in sinonimia con T. jaxartensis (Kroneberg, 1875) a seguito di un lavoro di Platnick & Murphy del 1984.
13. Trachyzelotes iugans (Chamberlin, 1922); trasferita dal genere Nodocion e posta in sinonimia con T. jaxartensis (Kroneberg, 1875) a seguito di un lavoro di Ubick & Roth, 1973a, quando gli esemplari avevano la denominazione Drassyllus peninsulanus.
14. Trachyzelotes microbarbatus (Marinaro, 1967); trasferita dal genere Zelotes e posta in sinonimia con T. mutabilis (Simon, 1878) a seguito di un lavoro di Platnick & Murphy del 1984.
15. Trachyzelotes peninsulanus (Banks, 1898); trasferita dal genere Drassyllus e posta in sinonimia con T. jaxartensis (Kroneberg, 1875) a seguito di un lavoro di Platnick & Murphy del 1984.
16. Trachyzelotes philippsoni (Denis, 1956); trasferita dal genere Zelotes e posta in sinonimia con T. lyonneti (Audouin, 1826) a seguito di un lavoro di Platnick & Murphy del 1984.
17. Trachyzelotes postrema (Tucker, 1923); trasferita dal genere Camillina e posta in sinonimia con T. jaxartensis (Kroneberg, 1875) a seguito di un lavoro di Platnick del 1997.
18. Trachyzelotes rubicundulus (Simon, 1878); trasferita dal genere Zelotes e posta in sinonimia con T. fuscipes (L. Koch, 1866) a seguito di un lavoro di Platnick & Murphy del 1984.
19. Trachyzelotes samoensis (Berland, 1934); trasferita dal genere Zelotes e posta in sinonimia con T. kulczynskii (Bösenberg, 1902) a seguito di un lavoro di Platnick & Murphy del 1984.
20. Trachyzelotes solaster (Chamberlin, 1937); trasferita dal genere Nodocion, dove non era stata considerata da Roewer, e posta in sinonimia con T. lyonneti (Audouin, 1826) a seguito di un lavoro di Ubick & Roth (1973a), quando gli esemplari avevano la denominazione Drassyllus agilis.
21. Trachyzelotes sorex (Denis, 1945); trasferita dal genere Zelotes e posta in sinonimia con T. jaxartensis (Kroneberg, 1875) a seguito di un lavoro di Platnick & Murphy del 1984.
22. Trachyzelotes spinibarbis (Simon, 1897); trasferita dal genere Camillina e posta in sinonimia con T. jaxartensis (Kroneberg, 1875) a seguito di un lavoro di Platnick & Murphy del 1984.
23. Trachyzelotes ursinus (O. Pickard-Cambridge, 1872); trasferita dal genere Zelotes e posta in sinonimia con T. lyonneti (Audouin, 1826) a seguito di un lavoro di Platnick & Murphy del 1984.
24. Trachyzelotes zagistus (Ponomarev, 1981); posta in sinonimia con T. adriaticus (Caporiacco, 1951) a seguito di un lavoro di Ponomarev & Tsvetkov del 2004.